# Эрменьи, Абас
Абас Эрменьи (алб. Abas Ermenji; 12 декабря 1913, Скрапар — 13 марта 2003, Нью-Йорк) — албанский политик и учёный-историк, националист, антикоммунист. Один из лидеров движения Балли Комбетар. Участник Второй мировой войны на стороне Антигитлеровской коалиции и вооружённой борьбы против коммунистического режима Энвера Ходжи. В 1945—1991 находился в эмиграции. После падения коммунистического режима вернулся в Албанию. Возглавлял националистическую партию, занимался историческими исследованиями.

## Образование и профессия
Родился на втором году албанской независимости. Среднюю школу окончил в Шкодере. Высшее историческое образование получал в Сорбонне в 1934—1938.
В 1938 году Абас Эрменьи вернулся в Албанию. Преподавал историю в Корче. Придерживался национал-патриотических, антикоммунистических и республиканских взглядов.

## КомандирБалли Комбетар
28 ноября 1939 года Абас Эрменьи организовал митинг против итальянской оккупации. Был сослан оккупационными властями на остров Вентотене. В 1941 сумел вернуться в Албанию и принял активное участие в формировании националистического движения Балли Комбетар.
Абас Эрменьи был одним из организаторов албанского сопротивления в Берате. Командовал соединением в 1 тысячу активных бойцов, которое при мобилизации увеличивалось до 4 тысяч. Руководил атаками на итальянцев, занимал антинацистскую и антифашистскую позиции (с 1943 года не характерные для Балли Комбетар). При этом Эрменьи был враждебно настроен к коммунистическим формированиям Энвера Ходжи. Сотрудничал с Западом и его союзниками, особенно с британскими военными.

## В антикоммунистической эмиграции
После прихода к власти коммунистической АПТ Абас Эрменьи организовал вооружённое сопротивление режиму Ходжи. Основные базы сформировались в Берате и Тиране (в частности, в крепости Презе). Была предпринята попытка взятия Шкодера. Однако эти попытки были подавлены, и осенью 1945 Эрменьи тайно переребрался в Грецию. Был заочно приговорён к смертной казни коммунистическими властями.
Был арестован греческими властями, находился в тюрьме в Салониках, интернировался как военнопленный в Пирее. Затем проживал в Афинах.
Абас Эрменьи возглавлял местную структуру Балли Комбетар, состоял в её руководстве, поддерживал связь с лидером движения Мидхатом Фрашери и с Абазом Купи. Принял активное участие в создании Национального комитета «Свободная Албания» — координационной структуры албанской антикоммунистической эмиграции. Эрменьи консолидировал албанских эмигрантов на основе национализма, антикоммунизма и республиканизма.
Без энтузиазма Эрменьи допускал сотрудничество с монархистами — из-за международных связей Ахмета Зогу. Однако он отказывался от союза с бывшими коллаборационистами. Предпочтение отдавал участникам вооружённой борьбы против оккупантов и коммунистов.
С помощью британских офицеров — недавних военных союзников — Эрменьи установил контакт с SIS и ЦРУ. (Впоследствии он отмечал, что британская подготовка была значительно эффективнее американской.) Эрменьи предложил план активных действий по свержению режима Ходжи. При этом Эрменьи заранее оговаривал национальные интересы Албании, её будущий суверенитет и гарантии территориальной целостности.

Нам нужны были средства для создания небольшой, но хорошо оснащённой армии. Переброска по воздуху в Албанию позволила бы создать центры сопротивления. Народ принял бы нашу сторону, многие армейские части присоединились бы к нам. Это был самый подходящий момент, чтобы свергнуть режим. Только такой план имел шансы на реализацию. Но отправленные группы были слишком малочисленны.

Люди, которых мы набирали в 1949 году, уже сражались с фашистами и коммунистами. Они были храбрыми, как большинство албанцев, и имели боевой опыт. Я также обращал внимание на интеллект и умение устанавливать контакты. Мне нужны были люди, хорошо известные там, где им предстояло работать, способные наладить связи и сбор информации.

Необходимо было защитить интересы Албании от греческих и югославских амбиций. Идея освобождения Албании от коммунистов шла рука об руку с этим. Албания должна была стать страной, способной дать отпор двум соседям — конечно, в качестве члена западного лагеря.

Абас Эрменьи (интервью лорду Бетеллу, 1983)

Однако американская и британская разведки не проявили серьёзного интереса к проектам Эрменьи. Парашютные рейды быстро прекратились (отчасти из-за Кима Филби), сопротивление подавлено властями НРА.
Абас Эрменьи переселился в Париж и сосредоточился на деятельности Комитета «Свободная Албания». Издавал журнал Qëndresa Shqiptare — Албанское сопротивление. Призывал албанские диаспоры всего мира объединиться под эгидой Комитета в антикоммунистической борьбе. Активно участвовал в организационных и пропагандистских мероприятиях Комитета. Подчёркивал свою приверженность идеям Мидхата Фрашери. Занимался также научными исследованиями албанской истории.

## Возвращение в Албанию
После падения коммунистического режима в 1991 году Абас Эрменьи вернулся на родину. Он был избран почётным председателем возрождённого Балли Комбетар — партии Национальный фронт Албании. Провёл ряд публичных мероприятий и конференций, посвящённых декоммунизации и национальному возрождению Албании.
Большое внимание Эрменьи уделял также поддержке албанского населения Югославии и Греции, выступлениям за независимость Косова.
Скончался Абас Эрменьи на 90-м году жизни. К 6-летию его кончины была издана монография Эрменьи Vendi që zë Skënderbeu në Historinë e Shqipërisë — Место Скандербега в истории Албании.